# Pteropeltarion novaezelandiae
Pteropeltarion novaezelandiae är en kräftdjursart som beskrevs av Dell 1972. Pteropeltarion novaezelandiae ingår i släktet Pteropeltarion och familjen Atelecyclidae. Inga underarter finns listade i Catalogue of Life.